# Belle Boyd
Belle Boyd (rojena kot Isabella Marie Boyd), ameriška vohunka in igralka, * 4. maj 1844, † 11. junij 1900. 
Boydova je bila ena najbolj znanih vohunov za Konfederacijo ameriških držav. Delovala je v očetovem hotelu v Front Royalu (Virginija).
Po ameriški državljanski vojni je izkoristila svojo slavo in postala gledališka igralka v Združenem kraljestvu. Leta 1869 se je vrnila nazaj v ZDA, kjer je nastopala kot igralka in imela predavanja o medvojnih izkušnjah. Pokopana je na pokopališču Spring Grove.